# Bahrains herrlandslag i handboll
Bahrains herrlandslag i handboll representerar Bahrain i handboll. Lagets största framgång är en andraplats i asiatiska mästerskapen 2010 vilket för första gången någonsin gav dem en plats i världsmästerskapen 2011. Där förlorade de sin första match mot Spanien med 33-22. I mästerskapet vann man bara en match, en placeringsmatch om sistaplatsen mot Australien med 33-23. Man slutade därmed på plats 23 av 24 lag. Även 2014, 2016 och 2018 tog man silver i asiatiska mästerskapen.
Förutom 2011 har man även deltagit i VM 2017, 2019, 2021 och 2023. Första OS-kvalificeringen skedde inför OS 2020. Där slutade man på 8:e plats.
Man har varit medlem av internationella handbollsförbundet sedan 1978.

### Fotnoter
1. ↑  Handball2011.com - Bahrain Arkiverad 20 december 2010 hämtat från the Wayback Machine.
2. ↑  Matchrapport Spanien - Bahrain Arkiverad 13 november 2011 hämtat från the Wayback Machine.
3. ↑  Matchrapport Australien - Bahrain Arkiverad 13 november 2011 hämtat från the Wayback Machine.
4. ↑  IHF - Bahrain Handball Association Arkiverad 17 januari 2011 hämtat från the Wayback Machine.